# Hans Pulver
Hans Pulver (28 dicembre 1902 – Berna, 8 aprile 1977) è stato un allenatore di calcio e calciatore svizzero, di ruolo portiere.

## Carriera
Ha partecipato ai Giochi della VIII Olimpiade con la nazionale svizzera, che vinse la medaglia d'argento, dopo aver perso la finale 3-0 contro l'Uruguay.